# Universíade
Os Jogos Mundiais Universitários ou Jogos Universitários Mundiais, anteriormente denominados Universíade, Universíada ou Universíadas, são eventos multidesportivos internacionais organizado para atletas universitários pela Federação Internacional do Desporto Universitário (FISU).
Em inglês, os jogos são denominados FISU World University Games, nome adotado em julho de 2020, como parte de um novo sistema de marca pela FISU.
Os jogos de verão mais recentes foram realizados em julho de 2025 na Região Metropolitana do Reno-Ruhr, na Alemanha. Os últimos jogos de inverno foram realizados em janeiro do mesmo ano em Turim, Itália.

## Precursores
A ideia de uma competição esportiva internacional global entre estudantes-atletas é anterior à formação, em 1949, da Federação Internacional do Esporte Universitário (FISU), que agora sedia a Universíade. O ativista da paz inglês Hodgson Pratt foi um dos primeiros defensores de tal evento, propondo (e aprovando) uma moção no Congresso Universal da Paz de 1891 em Roma para criar uma série de conferências estudantis internacionais em capitais anfitriãs rotativas, com atividades incluindo arte e esporte. Isso não aconteceu, mas um evento semelhante foi criado na Alemanha em 1909 na forma da Olímpia Acadêmica. Cinco edições foram realizadas de 1909 a 1913, todas na Alemanha após o cancelamento de um evento com sede na Itália.

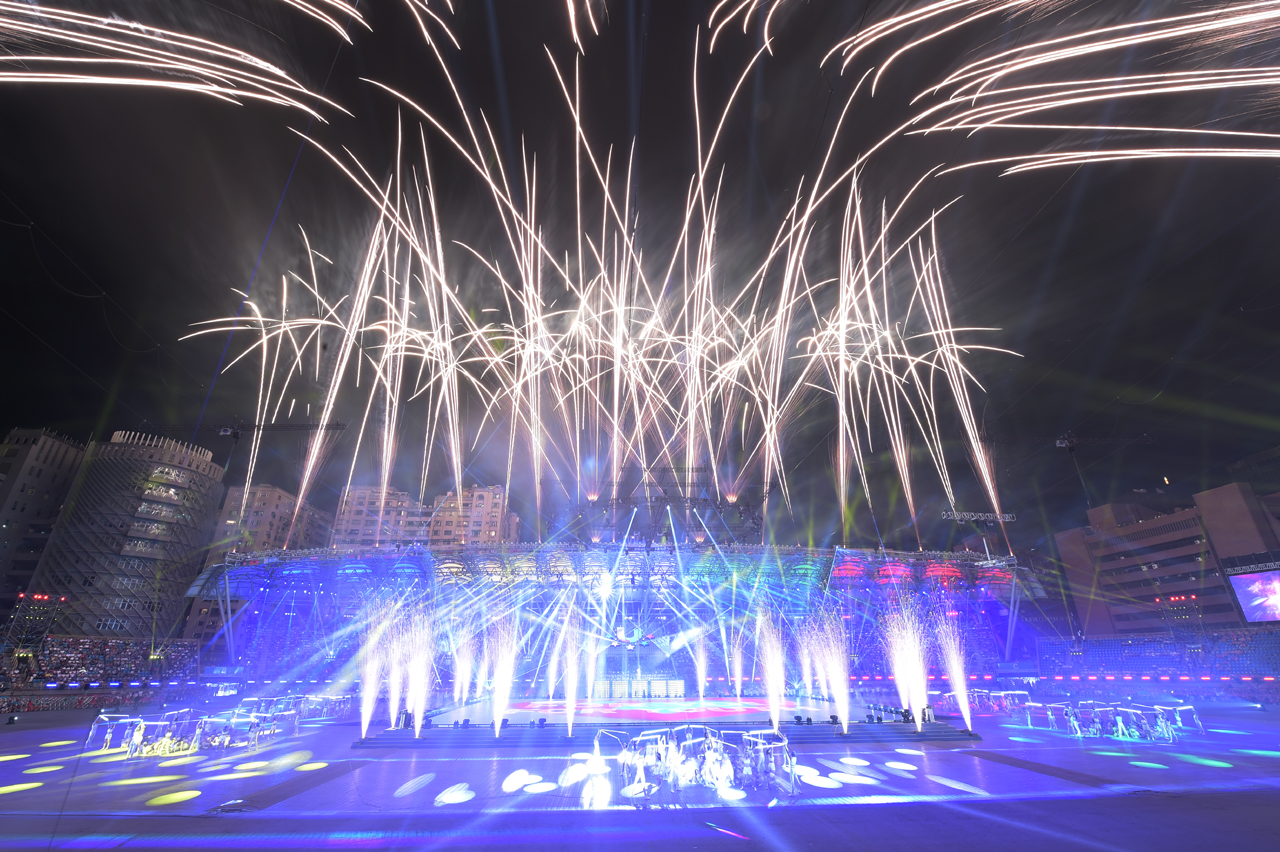
Cerimônia de abertura da Universíada de Verão de 2017

No início do século 20, Jean Petitjean da França começou a tentar organizar os "Jogos Olímpicos Universitários". Após discussão com Pierre de Coubertin, o fundador dos Jogos Olímpicos modernos, Petitjean foi convencido a não usar a palavra "olímpico" no nome do torneio. Petitjean, e mais tarde a Confédération Internationale des Étudiants (CIE), foi a primeira a construir uma série de eventos internacionais, começando com o Campeonato Internacional de Universidades de 1923. Isto foi seguido pelo renomeado Campeonato Mundial de Estudantes de Verão de 1924 um ano depois e mais duas edições foram realizadas em 1927 e 1928. Outra mudança de nome resultou nos Jogos Universitários Internacionais de 1930. Os Jogos Universitários Internacionais da CIE foram realizados mais quatro vezes na década de 1930 antes de ter sua edição final em 1947.

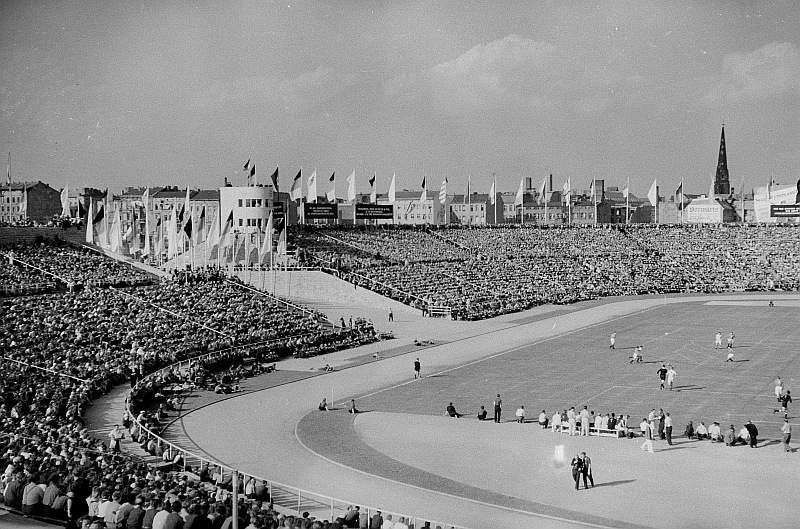
Uma partida de futebol estudantil realizada no 3º Festival Mundial da Juventude e dos Estudantes

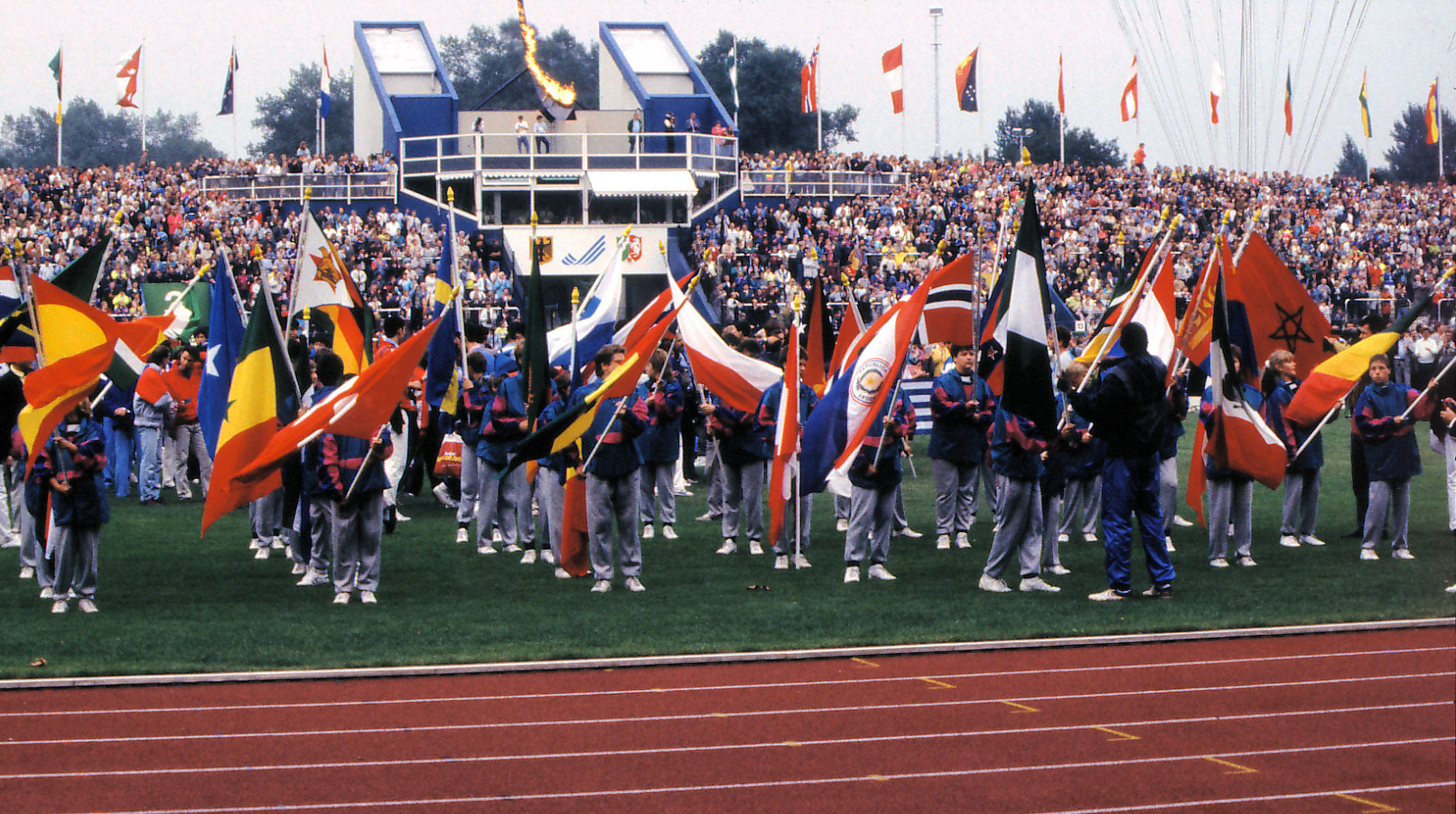
Durante a Universíada de Verão de 1989

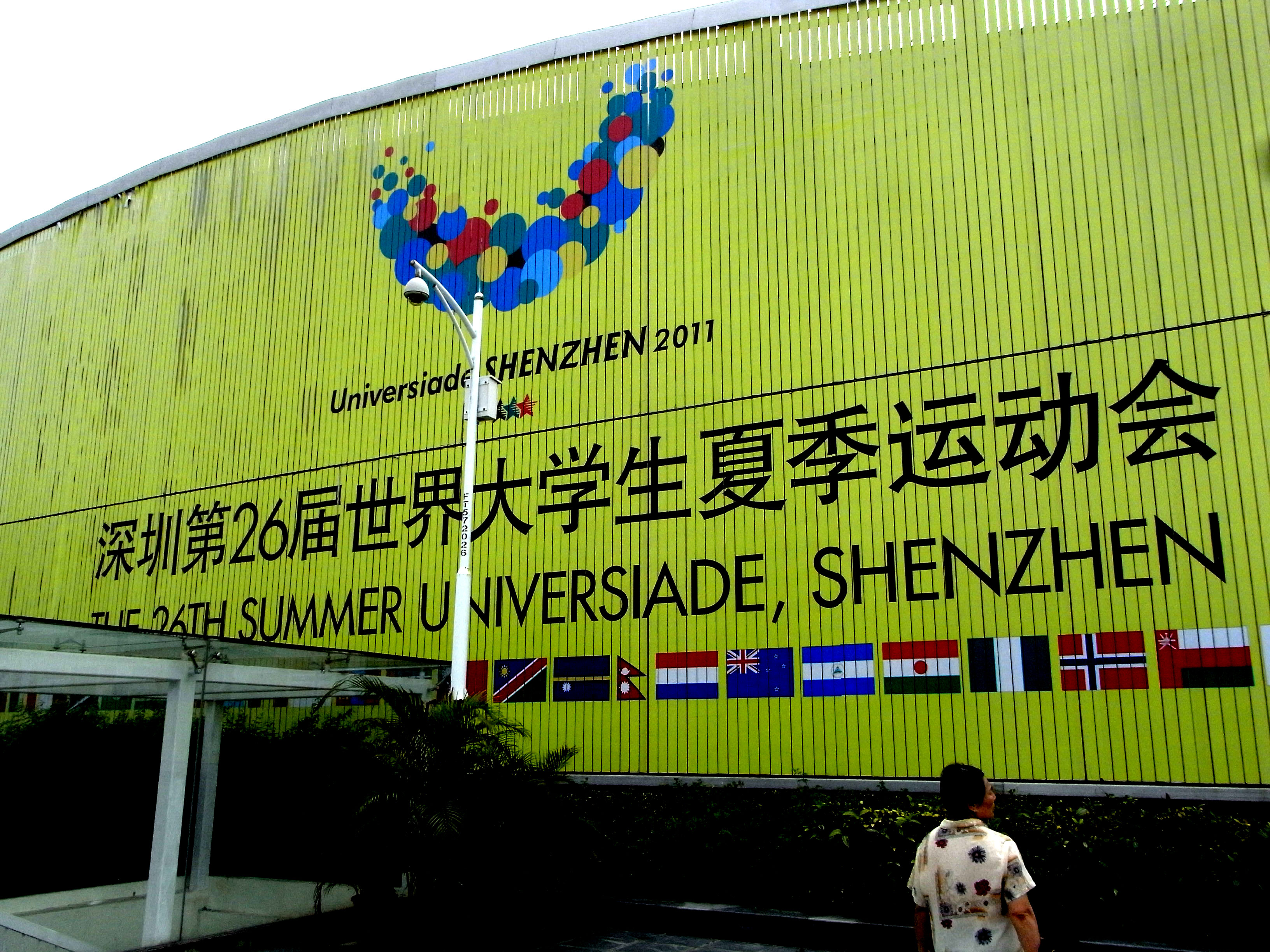
Durante a Universíada de Verão de 2011

Um grupo separado organizou jogos universitários alternativos em 1939 em Viena, na Alemanha pós-Anschluss. O início da Segunda Guerra Mundial cessou todas as principais atividades esportivas estudantis internacionais e as consequências também levaram à divisão entre o movimento, à medida que a CIE foi dissolvida e surgiram organizações rivais. A Union Internationale des Étudiants (UIE) incorporou jogos esportivos universitários no Festival Mundial da Juventude e dos Estudantes de 1947 a 1962, incluindo um jogo separado e não oficial em 1954. Este evento atendeu principalmente aos países do Leste Europeu.
Após o fechamento da CIE e a criação dos primeiros jogos organizados pela UIE, a FISU surgiu em 1949 e realizou seu primeiro grande evento esportivo estudantil no mesmo ano na forma da Semana Internacional de Esportes Universitários de Verão de 1949. A Semana do Esporte foi realizada bienalmente até 1955. Como os jogos da CIE antes dela, os eventos da FISU foram inicialmente competições esportivas lideradas pelo Ocidente.
A divisão entre a FISU da Europa Ocidental e a UIE da Europa Oriental eventualmente começou a se dissipar com a participação ampliada nos Jogos Universitários Mundiais de 1957. Este evento não foi organizado diretamente por nenhum dos grupos, sendo organizado por Jean Petitjean na França (que permaneceu neutro à divisão), mas todas as respectivas nações dos grupos participaram. A Universíada organizada pela FISU tornou-se a sucessora direta desta competição, mantendo o formato bienal na inaugural Universíada de 1959. O nome "Universíada" surgiu de uma aglutinação das palavras "Universidade" e "Olimpíada", aludindo aos Jogos Olímpicos. Não foi até os Jogos Universitários Mundiais de 1957 que a União Soviética começou a competir nos eventos da FISU. Nesse mesmo ano, o que antes era uma competição europeia tornou-se uma competição verdadeiramente global, com a inclusão de Brasil, Japão e Estados Unidos entre as nações concorrentes. O aumento da participação levou ao estabelecimento da Universíada como o principal campeonato mundial de esportes estudantis.

## Universíada de Verão
Organizado, normalmente, a cada dois anos com disputa das modalidades de verão.

## Universíada de Inverno
Organizado, normalmente, a cada dois anos com disputa das modalidades de inverno.